# Lijst van Xenodermidae
Onderstaand een lijst van alle slangen uit de familie knobbelslangachtigen (Xenodermidae). Er zijn 25 verschillende soorten, die in vijf geslachten worden verdeeld. De lijst is gebaseerd op de Reptile Database. 
- Soort Achalinus ater
- Soort Achalinus emilyae
- Soort Achalinus formosanus
- Soort Achalinus hainanus
- Soort Achalinus jinggangensis
- Soort Achalinus juliani
- Soort Achalinus meiguensis
- Soort Achalinus niger
- Soort Achalinus panzhihuaensis
- Soort Achalinus pingbianensis
- Soort Achalinus rufescens
- Soort Achalinus spinalis
- Soort Achalinus timi
- Soort Achalinus tranganensis
- Soort Achalinus werneri
- Soort Achalinus yangdatongi
- Soort Achalinus yunkaiensis
- Soort Achalinus zugorum
- Soort Fimbrios klossi
- Soort Fimbrios smithi
- Soort Parafimbrios lao
- Soort Parafimbrios vietnamensis
- Soort Stoliczkia borneensis
- Soort Stoliczkia khasiensis
- Soort Xenodermus javanicus